# Underemployed - Generazione in saldo
Underemployed - Generazione in saldo (Underemployed) è una serie televisiva statunitense, creata da Craig Wright per MTV.
La serie, composta da una stagione, è andata in onda negli Stati Uniti dal 16 ottobre 2012, mentre in Italia ha debuttato il 18 luglio 2013.

## Trama
Cinque neolaureati, divenuti molto amici durante il college, sperano che i propri sogni di gloria possano avverarsi. Lou vuole diventare un avvocato ambientale, Raviva vuole trasferirsi a Los Angeles e avere successo in campo musicale, Miles vuole diventare modello e nuovo volto di Calvin Klein, Sophia vuole diventare scrittrice mentre Daphne vuole solo avere successo. Sfortunatamente non sempre i sogni si avverano e i cinque amici dovranno affrontare la vita reale.

## Episodi
| Stagione       | Episodi | Prima TV originale | Prima TV Italia |
| -------------- | ------- | ------------------ | --------------- |
| Prima stagione | 12      | 2012-2013          | 2013            |